# Betty Blythe

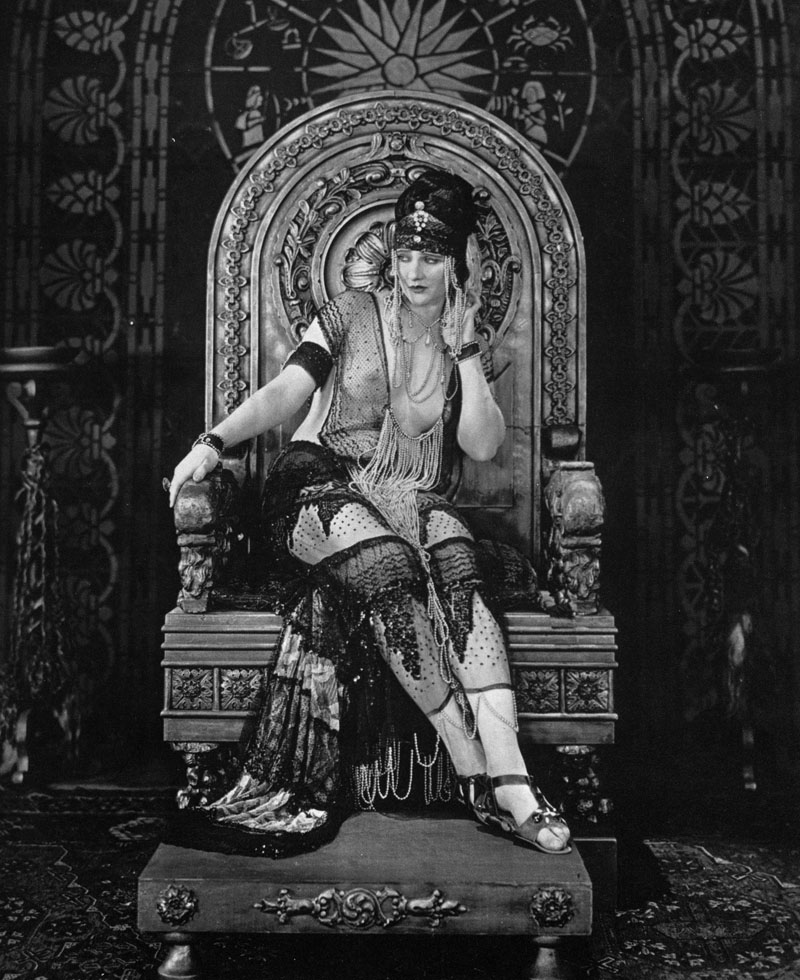
Fotograma de l'actriu a la pel·lícula "The Queen of Sheba" (1921)

Betty Blythe (Los Angeles (Califòrnia), 1 de setembre de 1893– Woodland Hills (Los Angeles), 7 d’abril de 1972, va ser una actriu de cinema famosa sobretot pels seus papers exòtics en pel·lícules mudes com “The Queen of Sheba” (1921).

## Biografia
Elizabeth Blythe Slaughter (nom real de l’actriu) va néixer a Los Angeles el 1893. Va començar la seva carrera en el món del teatre tan a Europa com als Estats Units i el vodevil. Va aparèixer com a extra interpretant una ballarina a Bella Donna (1915) i posteriorment, mentre actuava als teatres de Nova York va fer el seu debut cinematogràfic l’any següent de la mà de la Vitagraph. Ben aviat va esdevenir una actriu molt popular de la companyia. El 1919 es va casar amb el director Paul Scardon que ja l’havia dirigit múltiples vegades. Tot i que mai va ser una gran estrella, el 1921 la Fox la va fer protagonitzar “The Queen of Sheba” que va resultar la segona pel·lícula amb més ingressos per a la Fox aquell any (1.121.000 dòlars). A rel de l’èxit va protagonitzar altres pel·lícules en les que se la caracteritzava amb vestits exòtics com a “Chu-Chin-Chow” (1923) o “She” (1925) El 1923 va formar la seva pròpia productora que distribuïa les pel·lícules a través de la Goldwyn. Amb l’arribada del sonor va quedar relegada a papers secundaris o d’extra. La seva darrera aparició va ser a “My Fair Lady” (1964). Va morir d’un atac de cor a Woodland Hills a l’edat de 78 anys.

## Filmografia

### Cinema mut
- Bella Donna (1915)
- Slander (1916)
- His Own People (1917)
- A Mother's Sin (1918)
- Compliments of the Season (1918)
- Over the Top (1918)
- The Business of Life (1918)
- The Little Runaway (1918)
- A Game with Fate (1918)
- The Brief Debut of Tildy (1918)
- Tangled Lives (1918)
- All Man (1918)
- The Green God (1918)
- The King of Diamonds (1918)
- The Grouch (1918)
- Miss Ambition (1918)
- Hoarded Assets (1918)
- Silent Strength (1919)
- Fighting Destiny (1919)
- Beating the Odds (1919)
- Beauty-Proof (1919)
- Dust of Desire (1919)
- The Man Who Won (1919)
- The Undercurrent (1919)
- The Third Generation (1920)
- Burnt Wings (1920)
- The Silver Horde (1920)
- Occasionally Yours (1920)
- Nomads of the North (1920)
- The Truant Husband (1921)
- Just Outside the Door (1921)
- The Queen of Sheba (1921)
- Mother o' Mine (1921)
- Charge It (1921)
- Disraeli (1921)
- The Truant Husband (1921)
- Fair Lady (1922)
- His Wife's Husband (1922)
- How Women Love (1922)
- Chu-Chin-Chow (1923)
- The Truth About Wives (1923)
- Sinner or Saint (1923)
- The Darling of the Rich (1923)
- The Spitfire (1924)
- The Breath of Scandal (1924)
- Southern Love (1924)
- The Recoil (1924)
- The Folly of Vanity (1924)
- In Hollywood with Potash and Perlmutter (1924)
- Percy (1925)
- Speed (1925)
- The Folly of Vanity (1925)
- She (1925)
- Le puits de Jacob (1926)
- Mother's Boy (1926)
- Snowbound (1927)
- A Million Bid (1927)
- Eager Lips (1927)
- The Girl from Gay Paree (1927)
- Sisters of Eve (1928)
- Into No Man's Land (1928)
- Stolen Love (1928)
- The Mysterious Lady (1928)

### Cinema sonor
- Domestic Troubles (1928)
- Glorious Betsy (1928)
- Stars of Yesterday (1931)
- Tom Brown of Culver (1932)
- Lena Rivers (1932)
- Back Street (1932)
- Before Midnight (1932)
- Pilgrimage (1933)
- Only Yesterday (1933)
- The King's Vacation (1933)
- Two Heads on a Pilow (1934)
- The Scarlet Letter (1934)
- A Girl of the Limberlost (1934)
- Money Means Nothing (1934)
- Night Alarm (1934)
- Badge of Honor (1934)
- Ever Since Eve (1934)
- I've Been Around (1934)
- Anna Karènina (1935)
- The Perfect Clue (1935)
- The Spanish Cape Mystery (1935)
- Cheers of the Crowd (1935)
- The Fighting Lady (1935)
- Western Courage (1935)
- Murder at Glen Athol (1936)
- Rainbow on the River (1936)
- Yours for the Asking (1936)
- The Gorgeous Hussy (1936)
- It's Up to You (1936)
- Conquest (1937)
- Espionage (1937)
- Topper (1937)
- Hold That Kiss (1938)
- Gangster's Boy (1938)
- Romance of the Limberlost (1938)
- Delinquent Parents (1938)
- Man-Proof (1938)
- Little Tough Guys in Society (1938)
- The Women (1939)
- Earl of Puddlestone (1940)
- Our Wife (1941)
- Tuxedo Junction (1941)
- Honky Tonk (1941)
- Federal Fugitives (1941)
- Top Sergeant Mulligan (1941)
- The Miracle Kid (1941)
- Two Yanks in Trinidad (1942)
- Dawn on the Great Divide (1942)
- Freckles Comes Home (1942)
- House of Errors (1942)
- Yokel Boy (1942)
- Presenting Lily Mars (1943)
- Mr. Muggs Steps Out (1943)
- Sarong Girl (1943)
- Bar 20 (1943)
- Spotlight Scandals (1943)
- Girls in Chains (1943)
- Charlie Chan in the Chinese Cat (1944)
- Where Are Your Children? (1944)
- Her Highness and the Bellboy (1945)
- Abbott and Costello in Hollywood
- Docks of New York (1945)
- Love, Honor and Goodbye (1945)
- They Were Expendable (1945)
- Adventure (1945)
- Undercurrent (1946)
- The Undercover Woman (1946)
- A Fig Leaf for Eve (1946)
- Joe Palooka, Champ (1946)
- The Hoodlum Saint (1946)
- The Kid from Brooklyn (1946)
- El carter sempre truca dues vegades (1946)
- Jiggs and Maggie in Society (1947)
- Song of Love (1947)
- La vida secreta de Walter Mitty (1947)
- Cass Timberlane (1948)
- Carta d'una desconeguda (1948)
- Madonna of the Desert (1948)
- Luxury Liner (1948)
- Jiggs and Maggie in Jackpot Jitters (1949)
- The Barkleys of Broadway (1949)
- Jiggs and Maggie Out West (1950)
- Hollywood Story (1951)
- The Lonesome Trail (1955)
- Van Gogh, la passió de viure (1956)
- The Helen Morgan Story (1957)
- My Fair Lady (1964)